# 莱曼·布里格斯
莱曼·詹姆斯·布里格斯（英語：Lyman James Briggs，1874年5月7日—1963年3月25日），美国工程师、物理学家、管理人员。大萧条期间，布里格斯曾任國家標準技術研究所所长，二战美国参战前担任铀顾问团主席。密西根州立大學的莱曼·布里格斯学院以他命名。

## 职位与所获荣誉

### 职位
- 國家標準技術研究所所长，1933–1945
- 國家地理學會终身理事，1933–1964
- 美國物理學會主席，1938
- 美国国防部科研委员会S-1执行委员会主席，1939
- 國家地理學會科研委员会主席，1937
- 美國國家航空諮詢委員會副主席，1942
- 國家標準技術研究所荣休所长（Director Emeritus），1945–1963

### 荣誉学位
- 密西根州立大學，理学（1932）
- 南達科他礦業及理工學院，工程学（1935）
- 密歇根大学，法律学（1936）
- 喬治·華盛頓大學，理学（1937）
- 乔治城大学，理学（1939）
- 哥伦比亚大学，理学（1939）

### 荣誉
- 美國哲學會麦哲伦奖（1922）
- 美国国家科学院院士（1942）
- 哈里·S·杜鲁门总统Medal of Merit（1948）
- 國家地理學會Franklin R. Burr Award（1954、1962）